# Nina Ricci
Maria Adélaide Nielli, gift Ricci och känd som Nina Ricci, född 14 januari 1883 i Turin, död 29 november 1970 i Paris, var en fransk modedesigner av italiensk härkomst.
Modehuset Nina Ricci grundades av Maria Ricci och hennes son Robert i Paris 1932. Nina Riccis design blev känd för sin förfinade, romantiska och feminina känsla vilken alltid präglade Marias kollektioner.
Idag är modehusets chefsdesigner Rushemy Botter och Lisi Herrebrugh.